# كين بيرد
كين بيرد هو لاعب هوكي الجليد كندي، ولد في 1 فبراير 1952 في فلين فلون في كندا، وتوفي في 18 ديسمبر 2016.

## وصلات خارجية
- كين بيرد على موقع دوري الهوكي الوطني (الإنجليزية)
- كين بيرد على موقع قاعة مشاهير الهوكي (لاعب أن.إتش.أل) (الإنجليزية)
- كين بيرد على موقع EliteProspects.com (الإنجليزية)
- كين بيرد على موقع Eurohockey.com (الإنجليزية)
- كين بيرد على موقع HockeyDB.com (الإنجليزية)
- كين بيرد على موقع Hockey-Reference.com (الإنجليزية)